# Valeria Gontareva
Valeria Gontareva (en ucraniano: Валерія Гонтарева) (nacida el 20 de octubre de 1964 en Dnipropetrovsk) fue la gobernadora del Banco Nacional de Ucrania. El 10 de abril de 2017 presentó su renuncia como gobernadora con efectos el 10 de mayo.

## Primeros años
Gontareva nació el 20 de octubre de 1964 en Dnipropetrovsk. Se graduó en 1987 del Instituto Politécnico de Kiev y en 1997 obtuvo el título de maestría en Economía por la Universidad Nacional de Economía de Kiev. Después de obtener su licenciatura en 1987, fue investigador junior en el Centro Ucraniano de Normalización y Metrología durante dos años, y de 1989 a 1993, Gontareva trabajó como ingeniera de diseño en el instituto "Hiprostrommashyna". En 1993 Gontareva comenzó su carrera en las instituciones financieras y ocupó altos cargos en las sucursales en Kiev de ING Bank y Société Générale. En 1996 se convirtió en el director de gestión de recursos de Société Générale en Ucrania y, en 2001, el vicepresidenta de ING Bank (en 2007 por seis meses primer adjunto). Desde el 2007 hasta el 2014, se desempeñó como Presidenta de Investment Capital Ukraine (ahora UCI), un grupo financiero con sede en Kiev.  Vendió oficialmente su participación en la empresa antes de convertirse en gobernador del Banco Central de Ucrania. Sin embargo, hubo controversia acerca de la independencia de su política debido a su estrecha relación con el presidente Poroshenko ya que contrató a UCI junto a Rotschild Grupo para la venta de su participación en Roshen.
Su nombre fue mencionado en los Panama Papers y han surgido preguntas acerca de sus negocios con VTB Bank en Rusia.

## Gobernadora del Banco Nacional de Ucrania
El 19 de junio de 2014 Gontareva reemplazó a Stepan Kubiv como gobernadora del Banco Nacional de Ucrania. Gontareva es la primera mujer en dirigir el banco. Durante su tiempo en el Banco Nacional de Ucrania introdujo estrictos controles y limitaciones de las transacciones en moneda extranjera y el tipo de cambio oficial de la moneda nacional UAH se ha más que duplicado, pasando de 11.85 UAH a USD en 19 de junio de 2014 a 25.13 UAH por USD el 25 de mayo de 2016. Ha sido la mayor devaluación de la moneda nacional de Ucrania de la historia, excediendo los impactos de la crisis financiera de 2008. Después de asegurar que el Banco Nacional de Ucrania podrían proporcionar a todos los bancos con suficientes dólares para los clientes, Gontareva no fue capaz de comprar unos 200 USD en una sucursal bancaria.
El 12 de abril de 2016, la Fiscalía nacional anticorrupción fiscal de Ucrania cerró la investigación de los casos, donde Gontareva, su hijo Anton y su nuera fueron acusados de actos ilegales con respecto a sus propios depósitos en el insolvente Delta Bank.
El 10 de abril de 2017 presentó su renuncia como gobernadora con efectos el 10 de mayo. Pese a que su labor fue alabada, en marzo recibió amenazas de muerte lo que le llevó a tomar esta decisión.

## Vida personal
Gontareva está casada y tiene 2 hijos; Antón nacido en 1988 y Nikita nacido en el año 2000.